# Jan Müller (Rentmeister)
Jan Müller (deutsch Johann Müller; * 1773 in Svinišťany (Schweinschädel), Königgrätzer Kreis; † 18. September 1861 in Náchod) war von 1792 bis 1840 in der obrigkeitlichen Verwaltung der ostböhmischen Herrschaft Nachod tätig. Zuletzt bekleidete er das Amt eines Rentmeisters. Die von ihm verfassten Memoiren über seine Amtszeit geben einen Einblick in die Verwaltungs- und Organisationsstrukturen während der Herrschaft des kurländischen Herzogs Peter von Biron und seiner Tochter und Nachfolgerin, Herzogin Wilhelmine von Sagan. 

## Leben
Jan Müller war der Sohn eines Gastwirts aus Svinišťany in der Herrschaft Nachod. Nach dem Tod des Grafen Joseph Adalbert von Desfours wurde er im Alter von 19 Jahren zum 1. März 1792 vom damaligen Administrator und Bevollmächtigten Podivin Dreyhausen als Schreiber in der obrigkeitlichen Verwaltung der Herrschaft Nachod eingestellt. Da die Gutsherrschaft durch Misswirtschaft vollkommen überschuldet und die Gutsverwaltung in einem anarchischen Zustand war, kam es noch 1792 zu einer Zwangsversteigerung. Unter mehreren Bewerbern erhielt der reiche kurländische Herzog Peter von Biron den Zuschlag. Dessen Erbin wurde im Jahre 1800 seine Tochter Wilhelmine von Sagan. 
Jan Müller, der seinen Dienst gewissenhaft versah, wurde schon 1803 zum Verwalter der Brauerei in Skalitz befördert und 1815 zum Leiter (purkrabí) des Skalitzer Gutshofs bestellt. 1820 wurde ihm das Steueramt (berní) übertragen. 1821 setzte er sich bei den Dorfschulzen und den Untertanen für den Bau von befestigten Straßen ein, die alle Orte der Herrschaft verbinden sollten. Bis 1825 waren 80.000 Klafter der Straßen und Wege fertiggestellt. Für seinen Einsatz und die Ausführung weiterer Aufgaben erhielt er 1821 und 1825 Belobigungsschreiben vom damaligen Königgrätzer Landeshauptmann von Adlerfeld. Unter dem Wirtschaftsrat Johann Wenzel Essenther, dem die Herzogin Wilhemine 1825 dieses Amt übertragen hatte, wurde Jan Müller im selben Jahr zum Rentmeister (důchodní) der ganzen Herrschaft befördert.
Nach dem Tod der Herzogin Wilhelmine folgte ihr 1839 deren Schwester Pauline von Sagan als Erbin. Sie verkaufte den Besitz jedoch schon acht Monate später. Anlässlich ihres Besuchs im August 1840 in Nachod beantragte Jan Müller die Versetzung in den Ruhestand. Herzogin Pauline genehmigte das Gesuch am 17. August 1840 auf ihrem Schloss Ratibořice und gewährte ihm gleichzeitig eine ansehnliche lebenslange Rente. Zugleich verpflichtete sie ihn, seinen Dienst bis zur Übergabe an den neuen Besitzer, Karl Oktavian von Lippe-Biesterfeld (Karel Octavius, hrabě z Lippe-Bisterfeld), fortzuführen.
Jan Müller war mit Josephine/Josefa (1787–1870) verheiratet, deren Geburtsname nicht bekannt ist. Die Ehe blieb kinderlos. Beiden setzte der aus Hronov gebürtige Schriftsteller Alois Jirásek in seinem vierbändigen Heimatroman „Ú Nas“ ein literarisches Denkmal. Jan Müller und seine Ehefrau werden darin in der Fiktion als „důchodní Schmidt“ und „Albertine Schmidt“ dargestellt. Durch seine Tätigkeit war Jan Müller mit dem Nachoder Schlosskaplan und späteren Pfarrer von Hronov Josef Regner freundschaftlich verbunden.
Jan Müller starb am 18. September 1861 in Nachod. Sein Leichnam wurde auf dem Friedhof der Begräbniskirche Johannes der Täufer in Staré Město beigesetzt.

## Chronik des Jan Müller
Es ist nicht bekannt, wann Jan Müller mit der Niederschrift der im Juli 1842 beendeten handschriftlichen Lebenserinnerungen begann. Obwohl er nach der Nationalität Tscheche war, verfasste er die Chronik in einem sicheren und gepflegten Deutsch. Die Chronik umfasst 169 Seiten, die zu einem Heft gebunden sind. Ihr Titel ist:
DENKWÜRDIGKEITEN DER HERRSCHAFT NACHOD UND SCHICKSALE

der in den letzten 5 Dezennien selbe verwaltende Beamten, zusammengestelt von dem, durch obigen Zeitraum auf derselben Herrschaft angestellt gewesenen, nun quiescierenden Rentmeister Johann Müller im Juli 1842.
Die tschechische Übersetzung lautet:
PAMĚTIHODNOSTI PANSTVÍ NÁCHOD

a osudy úředníků spravujících toto panství v posledních 5 desetíletích.

V červenci 1842 sepsáno penzionovaným důchodním Janem Müllerem, ktery zde byl v tomto obdobi zaměstnán.
Vermutlich nach Jan Müllers Tod 1861 wurde die Chronik dem damaligen Nachoder Großgrundbesitzer Wilhelm zu Schaumburg-Lippe übergeben oder ausgeliehen. Er vermerkte auf der ersten und letzten Seite, dass die Handschrift der verwitweten Frau Rat Müller gehöre. Da diese Originalhandschrift mit Signaturen versehen worden war, verblieb sie wohl in der Nachoder Schlossbibliothek oder im Schlossarchiv, das allerdings erst unter den Archivaren Arnold von Weyhe-Eimke und Otto Elster geordnet wurde. Nach dem Zweiten Weltkrieg galt die Handschrift als verschollen. Erst Ende der 1970er Jahre entdeckte die Historikerin und spätere Übersetzerin Věra Vlčková die Handschrift im Nachlass eines ehemaligen Mitarbeiters der Nachoder Schlossverwaltung.
Eine erste Übersetzung der Handschrift ins Tschechische erfolgte im Jahre 1997 durch Věra Vlčková in Stopami Dějin Náchodska. 2007 erschien eine gebundene Ausgabe. Beide Veröffentlichungen wurden von der Übersetzerin mit umfangreichen Anmerkungen versehen.
Jan Müller war sein ganzes Leben mit dem Schicksal der Herrschaft Nachod verbunden. Als aufmerksamer Beobachter der Geschehnisse verfolgte er die vielfachen strukturellen und gesellschaftlichen Änderungen interessiert und aufmerksam. Über sich selbst schreibt er in der Chronik nur in der dritten Person, wobei er zu seinem Privatleben, außer dem Datum des Dienstantritts in die obrigkeitliche Verwaltung, keine Angaben macht. In der Beurteilung seiner Vorgesetzten ist er zwar kritisch aber vorsichtig. Erkennbar lehnt er Aufstiege durch Protektion ab. Die Herrschaft des Herzogs Peter von Biron bezeichnet er als die „goldene Zeit“. Mit Hochachtung schreibt er über dessen Tochter Wilhelmine von Sagan, die auf ihrem Sommerschloss Ratibořice Persönlichkeiten des politischen, gesellschaftlichen und kulturellen Lebens aus ganz Europa versammelte. Mit Verehrung äußert er sich über die Herzogin Pauline, der er einen gesicherten Lebensabend zu verdanken hatte.
Am Schluss seiner Chronik verzeichnete Müller nach seinem Gedächtnis die im Herrschaftsbereich tätig gewesenen Dekane, Pfarrer und Kapläne sowie die Lehrer. Insgesamt vermittelt sie einen guten Einblick in die Verwaltungs- und Organisationsstrukturen und das Leben auf der Herrschaft Nachod in den Jahren 1792 bis 1842.

## Topographie der Herrschaft Nachod
Vermutlich noch während seines aktiven Berufslebens verfasste Jan Müller eine Schrift mit dem Titel
DIE HERRSCHAFT NACHOD STATISTISCH-TOPOGRAPHISCH UND HISTORISCH DARGESTELLT
Diese widmete er 1842 dem Fürsten Georg Wilhelm zu Schaumburg Lippe, der die Herrschaft Nachod im selben Jahr erworben hatte. Sie enthält Angaben zur Anzahl der Untertanen und deren Religionszugehörigkeit, über die Pfarreien und Lokalien, die Schulen u. a.
Diese Handschrift hat sich im Nachoder Schlossarchiv erhalten.

Der spätere Nachoder Archivar Otto Elster zitierte beide Handschriften in seiner Schrift
DIE HERRSCHAFT NACHOD UNTER DEM HERZOG PETER VON KURLAND-SEMGALLEN,
die ebenfalls zum Bestand des Nachoder Schlossarchivs gehört.